# Cactus (Supermarkt)

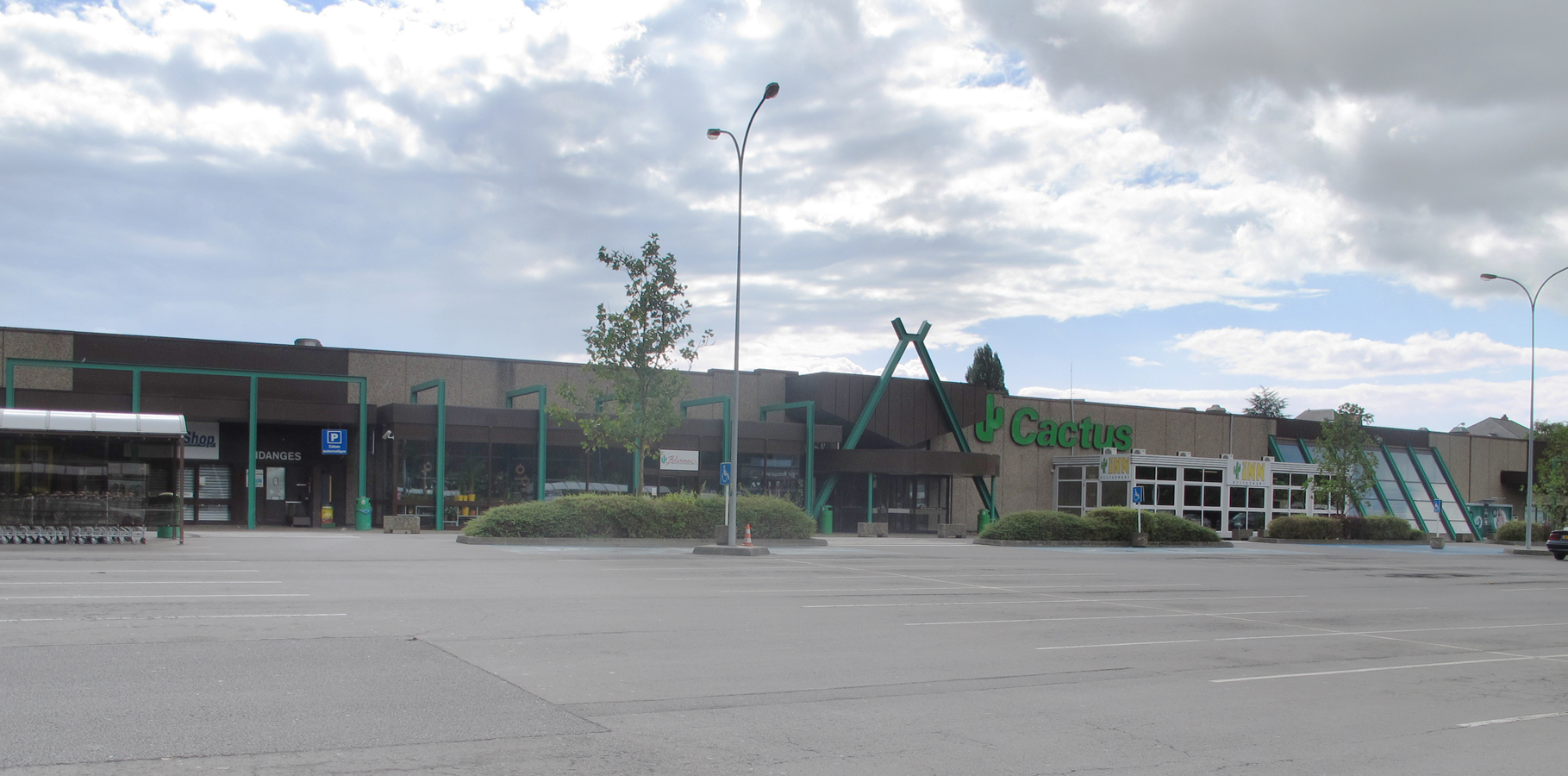
Cactus-Filiale in Esch an der Alzette

Die Supermarktkette Cactus ist eines der bedeutendsten Familienunternehmen Luxemburgs. Es betreibt, unter anderem unter den Marken „Cactus“, „Super Cactus“ und „Cactus Marché“, Supermärkte, Hypermärkte und Geschäfte des Lebensmitteleinzelhandels.
Die Cactus-Gruppe beschäftigt 3.960 Mitarbeiter (Stand: 1. Januar 2013) und ist damit nach ArcelorMittal und BGL BNP Paribas Luxemburgs drittgrößter privater Arbeitgeber.

## Geschichte
1900 gründete Joseph Leesch ein Lebensmittelgeschäft, das er 1905 zusammen mit Michel Donven zu einem Großhandel für Kolonialwaren ausbaute. 1928 endete die Zusammenarbeit und Leesch gründete eine neue Gesellschaft unter dem Namen „Leesch Frères“ zusammen mit seinen drei Söhnen Arthur, Jacques und Aloyse. 1930 gründete er eine Kaffeerösterei auf der Rue de Strasbourg in Luxemburg (Stadt).
1955 übernahmen die Söhne Arthur Leeschs, Paul und Alfred, die dritte Generation der Familie, das Geschäft. 1962 eröffnete sie auf der Rue de Strasbourg den ersten Selbstbedienungsladen unter dem Namen „VIVO“ (Vereinigte Internationale Verkaufs-Organisation). 1966 folgte ein Kaffeegeschäft.
Der erste Supermarkt unter dem Namen Cactus wurde 1967 in Bereldange eröffnet, der zweite ein Jahr später in Brill-Viertel in Esch an der Alzette. 1972 folgte ein zweiter Supermarkt in Esch.
1974 eröffnete das Unternehmen seine erste Shopping-Mall, das „Shopping Center Belle Etoile“ in Bertrange. Es folgten weitere Supermärkte in verschiedenen Städten Luxemburgs. 1979 eröffnete das erste Feinkostgeschäft des Unternehmens unter dem Namen „Schnékert“ in Luxemburg (Stadt).
1989 wurde das Einkaufszentrum Cactus Howald mit dem ersten Free Flow Restaurant eröffnet. Im selben Jahr zog das Unternehmen in eine neu erbaute Firmenzentrale in Windhof um.
1994 und 1995 wurden die ersten Baumärkte unter dem Namen „Cactus Hobbi“ in Howald, Diekirch und Esch eröffnet.
2001 zog sich Paul Leesch aus dem Geschäft zurück. Sein Sohn Max Leesch übernahm den Vorsitz des neu geschaffenen siebenköpfigen Direktoriums. Generaldirektor ist Laurent Schonckert.
2009 erfolgte die Einführung einer Kundenkarte „Cactus-Kaart“, mit der man pro einen Euro Umsatz einen Bonuspunkt sammeln kann. Ab 500 Punkten kann man diese dann gegen Prämien einlösen.

## Kennzahlen
Anzahl der Cactus Filialen nach Spartenunternehmen verglichen mit der Mitarbeiteranzahl und dem Gründungsjahr
| Unternehmen der Cactus SA | Anzahl Filialen | Anzahl Mitarbeiter | Gründungsjahr |
| ------------------------- | --------------- | ------------------ | ------------- |
| Cactus                    | 16              | 490                | 1967          |
| Shoppi                    | 6               | 25                 | 2008          |
| Hobbi                     | 2               | 60                 | 1994          |

Entwicklung der Anzahl der Cactus Märkte nach Jahrzehnten

## Handelsmarken
Cactus bietet auch Handelsmarkenprodukte anderer Supermarktketten an:
- Tous les jours (Casino-Gruppe) für Lebensmittel
- Ja! (Rewe-Gruppe) für Lebensmittel und
- Note! (Continente-Gruppe) für Schreibwaren

## Trivia
- Der Name Cactus entstammt dem 1966 populären Lied Les Cactus von Jacques Dutronc. Auf Grund des Namens wurden in den 1980er Jahren bei Neueröffnungen der Kette Kakteen verschenkt
- 2017 gewann Cactus ein Rechtsstreit mit einem spanischen Agrarbetrieb mit dem Namen Cactus de la Paz. Der europäische Gerichtshof entschied sich im Sinne der Einzelhandelskette und sprach den Markennamen alleinig dem Luxemburger Unternehmen zu.[3]